# 1976 Голяма награда на Испания
1976 Голяма награда на Испания е 11-о за Голямата награда на Испания и четвъртии кръг от сезон 1976 във Формула 1, провежда се на 2 май 1976 година на пистата Харама в Мадрид, Испания.

## Репортаж
Голямата награда на Испания за 1976, е първото състезание в което влиза в сила новите правила, за къси въздушни кутии, дълги рол-барове и намалено надвиснали задни крила. Също така това е първото състезание откакто Асоциацията на Гран При пилотите спря да съществува, след напускането на Дени Хълм като главния председател и Греъм Хил. Вместо това делегация от Гран При пилотите ще присъстват на срещите, организирани от ФОКА.
Колкото до новите правила, някои от отборите пристигнаха в Харама с нови болиди. Тирел за първи път пуснаха в употреба новия P34, което е иновативен дизайн включващ две малки предни гуми на всяка една страна на болида. Само един от екземплярите е на разположение на Патрик Депайе, докато още от състезанието в Белгия се очаква да се появи и втори такъв за Джоди Шектър, който остава с 007. Нов отбор също се появи в колоната и това е отборът на Боро, като голяма роля играе самият спонсор HB Bewaking. Именно те взеха болида на Инсайн N175 за новата операция като Лари Пъркинс е зад волана на болида с модификации от Рон Таурнак. Инсайн от своя страна пуснаха в употреба новия N176 за Крис Еймън. Ферари имат на разположение новите 312T2 за Ники Лауда и Клей Регацони, като пенсионирайки официално предшественика си 312T.
Изненадващото отказване на Парнели Джоунс от Формула 1 остави Марио Андрети без пилотско място, но само за кратко. Колин Чапман набързо нае американеца за да си партнира с шведа Гунар Нилсон за сметка на Боб Еванс. Франк Уилямс отново има на разположение новите си болиди за Джаки Икс и Мишел Леклер, но продаде един от миналогодишните си болиди за 31-годишния испанец Емилио Запико, който носи със себе си подкрепата от спонсора Мапфре. Отборът на РАМ Рейсинг се появи за първи път в шампионатно състезание, задвижвайки две от миналогодишните Брабам-и BT44B за Лорис Кесел и за Емилио де Вильота. БРМ както винаги решиха да останат в Англия в опит да намерят спонсор, който да подпомогне за конструирането на нов болид, след като стана ясно, че P201 вече не е конкуриращ срещу останалите отбори.

### Квалификация
Джеймс Хънт продължи с уверената си форма с втора пол-позиция, на три десети от секундата по-бърз от Лауда, който страдаше от дискомфорт, заради натъртени бедра. Депайе с новия Тирел се класира трети, пред Йохен Мас с още една добра квалификационна сесия пред Регацони и Виторио Брамбила. Лотус започнаха да си поправят път през колоната, класирайки Нилсон на седма позиция като само Жак Лафит успя да разделичи шведа и Андрети, който се класира девети, докато Еймън показа завидна скорост с новия N176, за да се класира 10-и. Пилотите на Шадоу се оказаха в сянката на тяхното представяне в първите три състезания, като Жан-Пиер Жарие и Том Прайс останаха далече от челото на колоната (като вероятна причина за това крие новите правила за болидите), но отборът на Фитипалди Аутомотив имаха ужасен уикенд. Първо Инго Хофман получи повреда в двигателя в петък, след което в събота също имаше проблеми, които лимитираха престоя му на пистата. Дори Емерсон Фитипалди оцеля, след инцидент в който прати болида си в огражденията си в петък.

### Състезание
Заради различни причини най-вече от обърканата организация, старта на състезанието е предвидено за 16:15 часа следобед. Едно от забавянията е че механиците на Фитипалди разкриха проблем с една от спирачните шублери които потекоха и трябваше да сменят с болида му с тази на Хофман. Много от пилотите останаха раздразнени от това но все стартът е даден в обичайния старт, с Лауда повеждайки колоната към първия завой. Междувременно Регацони потегли твърде бавно, докато Прайс имаше проблеми с дроселовите клапани, причинени от прахта.
Депайе изпревари Брамбила за трета позиция, с Мас преминавайки също пред Марч-а, обиколка по-късно. В края на тази обиколка шокиращият уикенд за Фитипалди приключи рано от очакваното, след като нещо падна от трансмисията. След петата обиколка класирането е Лауда, Хънт, Депайе, Мас, Брамбила, Лафит, Нилсон, Андрети, Регацони и Шектър. След няколко обиколки се образува и разлика между Мас и Брамбила, докато първите четирима започнаха да се откъсват напред. Скоро след това Рони Петерсон напусна надпреварата. ставайки втората жертва с прегряване на трансмисията.
Хънт натискаше Лауда усилено, не оставяйки дори на австриеца да си вземе глътка въздух. Зад тях Лафит също мина пред Брамбила в 12-а обиколка, но първите четирима са прекалено напред, за да може французина да направи някоя изненада. Седем обиколки по-късно и Нилсон също изпревари Марч-а на италианеца, който блокира прекалено спирачките към първия завой, което прати Андрети и Регацони също напред. Брамбила се върна на трасето, преди окачването му да се счупи, както и преди Лафит да спре в бокса от пета позиция, заради проблем с избирането на предавките, от което загуби две обиколки.
Депайе е изпреварен от Мас в 25-а обиколка, след като спирачките на Тирел-а започнаха да прегряват, което прати французина в огражденията обиколка по-късно. В 30-а обиколка Лауда вече е преследван и от двата Макларън-а, както и трафик пред себе си което го затрудни и даде шанс на Хънт в 32-рата обиколка да поеме лидерството, скоро последван от Мас. Въпреки контузията си Лауда не се предаваше, докато четвъртия Нилсон се намираше много назад от австриеца. Андрети обаче, отпадна от пета позиция заради повреда по скоростната кутия. На няколко секунди зад Регацони се намираше Шектър на шеста позиция от Жарие, Карлос Ройтеман, Еймън и Карлос Паче. Джон Уотсън се намираше малко зад тази група, преди завъртане отстрана на северно-ирландеца го свлече с няколко позиции напред, след което повреда в двигателя му принуди да преустанови участието си.
Повреда в двигателя също получи и Шектър, малко преди Регацони да загуби три обиколки, поради сериозен теч от резервоара на неговото Ферари. Всичко това прати Жарие на пета позиция пред Ройтеман и Еймън, но три обиколки по-късно проблеми в електрониката попречи на Жан-Пиер отново да постигне точки. Проблемите продължаваха с пълна скорост, като този път Мас е следващата жертва в 65-а обиколка, след като германеца се прибра в бокса със сериозен пушек идвайки от двигателя.
Хънт междувременно нямаше никакви проблеми и той постигна втората си победа в своята кариера и първа като пилот на Макларън. Лауда успя да завърши втори, въпреки контузията си пред Нилсон, Ройтеман, Еймън и Паче, като и четиримата са доволни да завършат в точките си след проблематичния старт за тях. Икс остана извън точките на седма позиция, пред Прайс, Джоунс (който е пред уелсеца до 71-ва обиколка), Леклер, Регацони, Лафит и Пъркинс който донесе първия финиш за Боро.
Малко след награждаването обаче настъпи драма, след като комисарите намериха, че болидите на Хънт и на Лафит да имат несъответствие с правилата, като от това и двамата бяха дисквалифицирани. Макларън протестираха решението на комисарите, като Алистър Коулдуел и директора на тима Теди Мейър смятат, че промяната по болида на Хънт е заради разширението на гумите Гудиър, като нарушението в правилника е по-скоро нехайство отстрана на комисарите, вместо тима да спечелят нещо с това. Малко по-късно решението отстрана на Макларън не е взето на сериозно и така победата е връчена на Лауда пред Нилсон, Ройтеман, Еймън, Паче и Икс. По-късно в август Макларън обжалваха пред ФИА, което се оказа успешно и така Хънт си върна победата, както и 12-а позиция на Лафит.

## Класиране
| Поз | No | Пилот             | Конструктор       | Обиколки | Време/Отпадане | Място | Точки |
| --- | -- | ----------------- | ----------------- | -------- | -------------- | ----- | ----- |
| 1   | 11 | Джеймс Хънт       | Макларън-Форд     | 75       | 1:42:20.43     | 1     | 9     |
| 2   | 1  | Ники Лауда        | Ферари            | 75       | + 30.97        | 2     | 6     |
| 3   | 6  | Гунар Нилсон      | Лотус-Форд        | 75       | + 48.02        | 7     | 4     |
| 4   | 7  | Карлос Ройтеман   | Брабам-Алфа Ромео | 74       | + 1 Об.        | 12    | 3     |
| 5   | 22 | Крис Еймън        | Инсайн-Форд       | 74       | + 1 Об.        | 10    | 2     |
| 6   | 8  | Карлос Паче       | Брабам-Алфа Ромео | 74       | + 1 Об.        | 11    | 1     |
| 7   | 20 | Джеки Икс         | Волф-Форд         | 74       | + 1 Об.        | 21    |       |
| 8   | 16 | Том Прайс         | Шадоу-Форд        | 74       | + 1 Об.        | 22    |       |
| 9   | 19 | Алън Джоунс       | Съртис-Форд       | 74       | + 1 Об.        | 20    |       |
| 10  | 21 | Мишел Леклер      | Волф-Форд         | 73       | + 2 Об.        | 23    |       |
| 11  | 2  | Клей Регацони     | Ферари            | 72       | + 3 Об.        | 5     |       |
| 12  | 26 | Жак Лафит         | Лижие-Матра       | 72       | + 3 Об.        | 8     |       |
| 13  | 37 | Лари Пъркинс      | Боро-Форд         | 72       | + 3 Об.        | 24    |       |
| Отп | 12 | Йохен Мас         | Макларън-Форд     | 65       | Двигател       | 4     |       |
| Отп | 17 | Жан-Пиер Жарие    | Шадоу-Форд        | 61       | Електро        | 15    |       |
| Отп | 3  | Джоди Шектър      | Тирел-Форд        | 53       | Двигател       | 14    |       |
| Отп | 28 | Джон Уотсън       | Пенске-Форд       | 51       | Двигател       | 13    |       |
| Отп | 35 | Артуро Мерцарио   | Марч-Форд         | 36       | Ск.кутия       | 18    |       |
| Отп | 5  | Марио Андрети     | Лотус-Форд        | 34       | Ск.кутия       | 9     |       |
| Отп | 4  | Патрик Депайе     | Тирел-Форд        | 25       | Инцидент       | 3     |       |
| Отп | 9  | Виторио Брамбила  | Марч-Форд         | 21       | Окачване       | 6     |       |
| Отп | 34 | Ханс-Йоахим Щук   | Марч-Форд         | 16       | Ск.кутия       | 17    |       |
| Отп | 10 | Рони Петерсон     | Марч-Форд         | 11       | Трансмисия     | 16    |       |
| Отп | 30 | Емерсон Фитипалди | Фитипалди-Форд    | 3        | Трансмисия     | 19    |       |
| НКв | 18 | Брет Лънгър       | Съртис-Форд       |          |                |       |       |
| НКв | 32 | Лорис Кесел       | Брабам-Форд       |          |                |       |       |
| НКв | 25 | Емилио Запико     | Уилямс-Форд       |          |                |       |       |
| НКв | 33 | Емилио де Вильота | Брабам-Форд       |          |                |       |       |
| НКв | 24 | Харалд Ертъл      | Хескет-Форд       |          |                |       |       |
| НКв | 31 | Инго Хофман       | Фитипалди-Форд    |          |                |       |       |

## Класиране след състезанието
| Поз | Пилот         | Точки |
| --- | ------------- | ----- |
| 1   | Ники Лауда    | 30    |
| 2   | Джеймс Хънт   | 15    |
| 3   | Патрик Депайе | 10    |
| 4   | Клей Регацони | 9     |
| 5   | Йохен Мас     | 7     |
| 6   | Джоди Шектър  | 5     |
| 7   | Том Прайс     | 4     |
| 8   | Гунар Нилсон  | 4     |

| Поз | Конструктор       | Точки |
| --- | ----------------- | ----- |
| 1   | Ферари            | 33    |
| 2   | Макларън-Форд     | 18    |
| 3   | Тирел-Форд        | 13    |
| 4   | Шедоу-Форд        | 4     |
| 5   | Лотус-Форд        | 4     |
| 6   | Брабам-Алфа Ромео | 3     |
| 7   | Лижие-Матра       | 3     |
| 8   | Марч-Форд         | 3     |